# Thomas Szasz
Thomas Stephen Szasz, anglicizzazione di Tamás István Szász (Budapest, 15 aprile 1920 – Manlius, 8 settembre 2012), è stato uno psichiatra e attivista ungherese naturalizzato statunitense.
Fu professore emerito di psichiatria presso lo Health Science Center, della State University di New York, sede di Syracuse, famoso per essere uno dei principali critici dei fondamenti morali e scientifici della psichiatria, vicino alle convinzioni dell'antipsichiatria. Sostenne la liberalizzazione delle droghe, dei farmaci e la lotta all'istituto del manicomio e dell'ospedalizzazione forzata attuata nel sistema sanitario degli Stati Uniti, affermando che esistono malattie neurologiche, disordini comportamentali e problemi filosofico-esistenziali, ma non malattie "mentali" in senso stretto, che lui considerava un'invenzione della psichiatria, alla cui pratica non era però contrario se consensuale.
I suoi due libri più noti sono Il mito della malattia mentale e The Manufacture of Madness: A Comparative Study of the Inquisition and the Mental Health Movement, che espongono alcuni degli argomenti cui è più associato.
Le sue posizioni politiche e sociali sono invece spesso avvicinate al libertarianismo, al miniarchismo o al libertarianismo di sinistra, anche se si inseriscono direttamente nel solco del liberalismo classico, riprendendo anche alcune posizioni dell'utilitarista John Stuart Mill sul rispetto dell'individuo come obbligo da parte della società. Pur non essendo contrario a uno stato sociale minimo, ammonì in Farmacrazia, medicina e politica in America, a prestare attenzione di non trasformare il welfare state in uno Stato terapeutico.

## Biografia
Szasz nacque da famiglia ebrea a Budapest in Ungheria, nel 1920, e nel 1938 emigrò negli Stati Uniti, dove studiò all'Università di Cincinnati dove ottenne il Bachelor of Science in medicina, e il dottorato nel 1944. Szasz completò il praticantato al Cincinnati General Hospital, poi lavorò al Chicago Institute for Psychoanalysis dal 1951 al 1956, fu membro dello staff medico della U.S. Naval Reserve.
Nel 1962 Szasz ebbe la cattedra in medicina alle State University of New York. Le sue vedute sulla psichiatria saranno influenzate anche dagli scritti di Frigyes Karinthy. La moglie di Szasz, Rosine, morì ancora giovane nel 1971. Da lei aveva avuto due figlie, Margot e Suzy; aveva inoltre un nipote, Andrew, e gli sopravvisse anche il suo fratello maggiore, George.
Thomas Szasz è morto a 92 anni nel 2012, ufficialmente per le complicazioni di una caduta.
Successivamente è stato rivelato che la caduta gli aveva provocato una grave lesione spinale e la paralisi, peggiorando di molto le condizioni di salute dell'anziano medico, e che Szasz sarebbe morto per suicidio assistito tramite overdose di morfina (coerente con uno dei suoi ultimi lavori in cui difendeva il suicidio e l'eutanasia, come aveva sempre fatto durante la vita) dopo aver rifiutato un'operazione chirurgica.
Szasz era ateo. Talvolta definì "religioso" il suo ateismo, per la sua fede nell'umanità e nella cura dell'anima umana.

## Gli argomenti principali di Szasz
(Thomas Szasz, 1974)
(Il mito della malattia mentale, 2003, p. 16)
I principali argomenti di Szasz e della sua critica allo "Stato terapeutico" possono essere riassunti come segue:
- Il mito della malattia mentale: è una metafora medica che descrive un disordine comportamentale, come la schizofrenia, come una "malattia" o un "disagio". Se le persone si comportano e pensano in modi disturbanti, questo non significa che hanno una malattia, ma che potrebbero avere solo una difficoltà emotiva o psicologica, un condizionamento ambientale da migliorare, e non una patologia da curare con la forza, anche contro la volontà del paziente. Szasz affermava che la schizofrenia non esiste poiché non esiste lo "schizococco", il batterio della schizofrenia; i critici hanno obiettato che sono però stati identificati alcuni geni che sono collegati alle psicosi.[13] Nel pensiero di Szasz, le persone con malattie mentali hanno una "malattia falsa". La schizofrenia è "Il Simbolo Sacro della Psichiatria", secondo un altro suo libro, un mero nome che racchiude in sé possibili disfunzioni neurologiche e diversità comportamentali. Per essere una vera malattia, l'entità dev'essere in qualche modo misurabile, verificabile in modo scientifico. Secondo Szasz, la malattia deve poter essere rilevata sul tavolo dell'autopsia e avere una definizione patologica invece che essere votata a esistere dai membri della American Psychiatric Association. Le malattie mentali sono "come" le malattie, argomenta Szasz, mettendo la malattia mentale in una categoria di linguaggio semantico metaforico. La psichiatria è una pseudoscienza che parodia la medicina usando parole che suonano come mediche, inventate in oltre 100 anni. Per essere chiari, egli affermava che un "cuore infranto" e un attacco di cuore appartengono a due categorie completamente diverse. Gli psichiatri non sono che "medici dell'anima" che hanno a che fare con "problemi di vita", spirituali e filosofici che da sempre hanno messo in difficoltà le persone. Thomas Szasz affermava che la psichiatria, tramite varie leggi sulla salute mentale è diventata invece la religione secolare di Stato, e che fosse un sistema di controllo sociale, non una scienza medica. La nozione che la psichiatria biologica sia una scienza reale o una branca della medicina è stata affrontata anche da altri critici. Anche a livello popolare queste teorie si sono fatte strada. L'attore Tom Cruise, ad esempio, è stato molto esplicito sulla sua filosofia antipsichiatrica,[14] e si ritiene che abbia adottato quest'ultima dal dottor Szasz, anche se Cruise è membro di Scientology, una religione antipsichiatrica, mentre Szasz non lo fu mai[15].
- Separazione tra la psichiatria e lo stato: se accettiamo che la "malattia mentale" è un eufemismo per comportamenti disapprovati, allora lo Stato non ha il diritto di obbligare questi individui a "trattamenti" psichiatrici che, spesso, in passato (e tuttora in alcuni Paesi), erano fortemente disumani (segregazione in celle con sbarre alle finestre, letti di contenzione, camicie di forza, elettroshock con o senza anestesia, shock insulinico, uso della violenza ecc.). Similmente, lo Stato non dovrebbe avere il potere di interferire in pratiche di salute mentale tra adulti consenzienti (ad esempio, controllando legalmente la fornitura di sostanze psicotrope o psicofarmaci). La medicalizzazione di stato produce lo "Stato terapeutico", che in un caso estremo, come la Germania nazista, portò al genocidio nazista contro Ebrei (shoah), Rom, omosessuali e altri "indesiderabili", come appunto i disabili mentali e fisici. Szasz portava ad esempio anche l'internamento in manicomio degli oppositori effettuato da numerosi regimi totalitari, come l'Unione Sovietica.[16]
- Presunzione di competenza: come i sistemi legali funzionano secondo la presunzione che una persona sia innocente fino a che non venga provata la sua colpevolezza, gli individui accusati di crimini non dovrebbero essere presunti incompetenti semplicemente perché un medico o psichiatra li etichetta come tali. L'incompetenza mentale dovrebbe essere stabilita come ogni altra forma di incompetenza, ovvero con mezzi puramente legali e giudiziari col diritto di essere rappresentato e di appello da parte dell'accusato (vietato in caso di perizia psichiatrica che stabilisca incapacità).
- Controllo della morte: in analogia al controllo delle nascite, Szasz affermava che gli individui dovrebbero essere liberi di scegliere quando morire senza interferenze mediche o statali, così come sono liberi di scegliere quando concepire senza interferenze esterne. Egli considerava il suicidio come uno dei diritti fondamentali, mentre si opponeva all'eutanasia sanzionata dallo stato, chiedendo la depenalizzazione.
- Abolizione della difesa per insanità mentale: Szasz riteneva che la testimonianza circa la competenza mentale di un imputato non dovrebbe essere ammissibile nei processi poiché "gli psichiatri che testimoniano in tribunale sullo stato mentale di una persona accusata hanno altrettanta voce in capitolo di un prete che testimoni sullo stato religioso dell'anima di una persona". Affermava che l'insanità era una tattica legale inventata per aggirare la punizione della Chiesa, che, al tempo, includeva la confisca delle proprietà a chi commetteva un suicidio, spesso lasciando vedove e orfani in miseria. "Solo una persona malata potrebbe fare una cosa simile alla propria vedova e ai propri figli", era spesso argomentato con successo. La "pietà legale mascherata da medicina", ha detto Szasz. Egli sostiene che, migliorata la situazione carceraria, sia meglio scontare una pena che i giudici possono diminuire per clemenza, che non essere giudicati e rinchiusi in un manicomio criminale, dato inoltre che la maggioranza di coloro che sono giudicati "infermi" o "seminfermi", pur sofferenti, sono in grado di capire le conseguenze dei loro gesti quando li compiono. Se una persona è davvero incapace di capire, come individui con danni cerebrali e demenza, allora non dovrebbe subire alcuna pena, ma le cosiddette perizie psichiatriche non dovrebbero avere valore di legge, dovrebbe essere il neurologo ad analizzare il cervello del paziente. Questa critica è particolarmente incentrata sul sistema giudiziario americano, dove l'infermità mentale può evitare ad esempio la pena di morte, ma non garantisce la non punibilità del reo come in alcuni sistemi europei, tuttavia può trasformare in detenzione a vita (a discrezione del direttore del manicomio e degli psichiatri) anche un reato minore, trasformandosi in un'arma difensiva a doppio taglio.
- Abolizione dell'ospedalizzazione mentale involontaria: nessuno dovrebbe essere privato della libertà a meno che non sia stato dimostrato colpevole di un crimine (omicidio, aggressione, minaccia...). Privare una persona della libertà per quello che viene chiamato il suo bene è immorale. Come una persona sofferente di cancro terminale può rifiutare il trattamento[17], così dovrebbe essere libera di rifiutare i trattamenti psichiatrici.
- Il diritto ai farmaci: per un mercato libero. Sebbene Szasz fosse scettico sui meriti delle sostanze psicotrope, egli era a favore della revoca della proibizione delle droghe. "Poiché abbiamo un mercato libero per il cibo, possiamo comprare tutta la pancetta, le uova e i gelati che vogliamo e possiamo permetterci. Se avessimo un mercato libero per gli psicofarmaci, potremmo comprare tutti i barbiturici, cloralio e morfina che vogliamo e possiamo permetterci". Szasz sosteneva che l'argomento a favore della regolamentazione statale della compravendita di sostanze psicotrope a causa della loro pericolosità è insussistente, dal momento che per la maggior parte dei prodotti altamente pericolosi in commercio non esiste né viene richiesta una simile regolamentazione. Lo stesso sostenne per le droghe leggere, di cui scrisse nei suoi libri e in un articolo assieme all'economista Milton Friedman.[18]

Affermava che la pratica della medicina, l'uso di droghe, il suicidio e i rapporti sessuali fossero tutte cose da considerare private, consensuali e legali. Szasz è associato al movimento antipsichiatrico degli anni 1960 e 1970. Ha però negato la sua appartenenza ad esso, dal momento che non è contrario alla pratica della psichiatria se questa non è coercitiva e non considera invenzioni i disagi psicologici, anche se affermava che non fossero malattie vere e proprie, se non avevano un corrispondente fisico rilevabile. Riteneva che la psichiatria dovrebbe essere un servizio contrattuale tra adulti consenzienti senza coinvolgimento statale. Era favorevole all'abolizione dell'ospedalizzazione non volontaria per le malattie mentali, tuttora molto usata negli Stati Uniti, che considera un crimine contro l'umanità che, se non contrastato, diverrà una dittatura "farmacratica".
Sua è anche la celebre battuta ironica, spesso citata: "Se parli a Dio, stai pregando; se Dio parla a te, sei affetto da schizofrenia. Se i morti ti parlano, sei uno spiritista; se tu parli ai morti, sei uno schizofrenico.".

## Il Comitato dei Cittadini per i Diritti Umani
Insieme alla Chiesa di Scientology, che ha una filosofia antipsichiatrica di tipo fideista non scientifica e dogmatica - secondo la quale le pratiche psichiatriche, sostenute dalla "setta degli psichiatri", andrebbero sostituite con le pratiche "religiose" di Scientology, perché esse danneggerebero l'energia umana - basata sulla dottrina di L. Ron Hubbard, Szasz, basandosi invece sulla sua esperienza medica, ha cofondato il Citizens Commission on Human Rights - (CCHR) - nel 1969 per combattere quelli che considera crimini contro l'umanità commessi dagli psichiatri e da altri professionisti della salute mentale. In Italia l'omologo del CCHR è il Comitato dei cittadini per i diritti umani.
Il Comitato è diventato, però, sempre più parte dell'organizzazione scientologica, da cui Szasz prese le distanze. Come specificato dal suo sito web ufficiale, Szasz non fu mai membro né ebbe alcuna affiliazione con Scientology o Dianetics, l'organizzazione precedente alla "Chiesa" di Hubbard. Nel 2003, la seguente dichiarazione, autorizzata da Szasz, fu inserita nel sito ufficiale:

"Il Dr. Szasz ha cofondato il CCHR con lo stesso spirito con cui aveva precedentemente cofondato, con il sociologo Erving Goffman e il professore di diritto George Alexander, la American Association for the Abolition for Involuntary Mental Hospitalization [...]
I membri di Scientology hanno aderito alla battaglia di Szasz contro l'istituzione psichiatrica. Il Dr. Szasz accoglie favorevolmente l'aiuto di Ebrei, Cristiani, Musulmani o di qualsiasi altro gruppo religioso o ateo che voglia impegnarsi nella lotta allo Stato Terapeutico. Condividere questa battaglia non significa che il Dr. Szasz sostenga i principi e le cause religiose o non religiose che non sono legate alla lotta. Questo è esplicito e implicito nel lavoro del Dr. Szasz. Tutti sono i benvenuti nel partecipare alla lotta per la libertà individuale e l'autodeterminazione personale, specialmente quando questi valori sono minacciati dalle idee e dalle macchinazioni della psichiatria."

Szasz fece parte anche del Tribunale Russell nel 2001.

## Opere
- «La mia follia mi ha salvato»: la follia e il matrimonio di Virginia Woolf, tr. e introduzione di Susan Petrilli, Milano: Spirali, 2009 ISBN 9788877708724
- La definizione di malattia, lo standard aureo di malattia contro lo standard fideistico di malattia, introduzione a Saverio Fortunato, Senso e conoscenza nelle scienze criminali, L'Aquila: Colacchi, 2007 ISBN 8888676392
- Farmacrazia: medicina e politica in America, tr. Francesco Saba Sardi, Milano: Spirali, 2005 ISBN 8877707011
- Il mito della malattia mentale: fondamenti per una teoria del comportamento individuale, tr. Francesco Saba Sardi, Milano: Il Saggiatore, 1966 e 1974; poi Milano: Spirali, 2003 ISBN 8877706341
- La battaglia per la salute, Milano: Spirali, 2000 ISBN 8877705620
- Prefazione a Giorgio Antonucci, Critica al giudizio psichiatrico, Dogliani: Sensibili alle foglie, 2005 ISBN 8889883014
- La teologia della medicina (PDF gratuito)
- L'Incapace. Lo specchio morale del conformismo, presentazione di Maria Grazia Amati, tr. Cristina Frua De Angeli, Milano: Spirali/Vel, 1990 ISBN 8877702834
- Schizofrenia: simbolo sacro della psichiatria, Roma: Armando, 1984
- Legge, libertà e psichiatria, tr. Ornella Pavirani Arcangeli, Milano: Giuffrè, 1984 ISBN 8814001324
- (EN) Karl Kraus and the Soul-Doctors: A Pioneer Critic and His Criticism of Psychiatry and Psychoanalysis, Baton Rouge, Louisiana State University Press, 1976, ISBN 0-8071-0196-6.
  -  Karl Kraus e i medici dell'anima. Un pioniere della critica della psichiatria e della psicoanalisi, traduzione di Lucio Pusci, Roma, A. Armando editore, 1982, ISBN non esistente, SBN SBL0602603.
- Sesso a tutti i costi: l'allarmante verità sulle odierne terapie sessuali. tr. Guido Viale, Milano: Feltrinelli, 1982
- Il mito della psicoterapia: la cura della mente come religione, retorica e repressione, tr. Andrea D'Anna, Milano: Feltrinelli, 1981
- La schiavitù psichiatrica, tr. Marina Bocconcelli, Milano: Il Saggiatore, 1980
- L'etica della psicoanalisi: teoria e metodo della psicoterapia autonoma, tr. Franca Di Benedetti e Giorgio Sassanelli, Roma: Armando, 1979
- Il mito della droga: la persecuzione rituale delle droghe, dei drogati e degli spacciatori, prefazione di Umberto Galimberti, Milano: Feltrinelli, 1977 ISBN 8807811553
- Prefazione a Ernst Mach, L'analisi delle sensazioni e il rapporto fra fisico e psichico, tr. Libero Sosio, Milano: Feltrinelli, 1975
- Disumanizzazione dell'Uomo: Ideologia e psichiatria, prefazione di Max Beluffi, tr. Andrea Sabbadini, Milano: Feltrinelli, 1974
- I manipolatori della pazzia: studio comparato dell'Inquisizione e del Movimento per la salute mentale in America, prefazione di Max Beluffi, tr. Camillo Pennati, Milano: Feltrinelli, 1972
- Intervista a «The New Physician» (1969), in Laura Forti (a cura di), L'altra pazzia. Mappa antologica della psichiatria alternativa, prefazione di Morton Schatzman, Milano: Feltrinelli, 1975, pp. 269–286